# Všetaty (ort i Tjeckien, lat 50,28, long 14,59)
Všetaty är en köping i Tjeckien.   Den ligger i regionen Mellersta Böhmen, i den centrala delen av landet, 25 km nordost om huvudstaden Prag. Všetaty ligger 181 meter över havet och antalet invånare är 2 019.
Terrängen runt Všetaty är platt. Runt Všetaty är det ganska tätbefolkat, med 62 invånare per kvadratkilometer. Närmaste större samhälle är Neratovice, 5,9 km väster om Všetaty. Trakten runt Všetaty består till största delen av jordbruksmark.